# Agence spatiale nationale sud-africaine
L'Agence spatiale nationale sud-africaine (en anglais : South African National Space Agency, en abrégé SANSA) est l'agence spatiale de l'Afrique du Sud. C'est une agence gouvernementale responsable de la coopération internationale dans les activités du domaine spatial, de la promotion et du développement de la recherche et de l'ingénierie aéronautique et aérospatiale, d'un usage pacifique de l'espace et d'un environnement adapté aux développements industriels. Elle est créée le 9 décembre 2010 par l'article 36 du South African National Space Agency Act de 2008.